# Heraq
Heraq (persiska: هرق) är en ort i Iran.   Den ligger i provinsen Östazarbaijan, i den nordvästra delen av landet, 500 km väster om huvudstaden Teheran. Heraq ligger 1 584 meter över havet och antalet invånare är 356.
Terrängen runt Heraq är kuperad åt nordväst, men åt sydost är den platt. Runt Heraq är det ganska tätbefolkat, med 155 invånare per kvadratkilometer. Närmaste större samhälle är Marāgheh, 9,3 km väster om Heraq. Trakten runt Heraq består till största delen av jordbruksmark.